# Епархия Пунтаренаса
Епархия Пунтаренаса (лат. Dioecesis Puntarenensis) — епархия Римско-Католической церкви с центром в городе Пунтаренас, Коста-Рика. Епархия Пунтаренаса входит в митрополию Сан-Хосе де Коста-Рики. Епархия Пунтаренаса распространяет свою юрисдикцию на северную часть коста-риканской провинции Пунтаренас, а именно на кантоны Агуирре, Паррита, Гарабито, Эспарса, Монтес-де-Оро и Пунтаренас. Кафедральным собором епархии Пунтаренаса является церковь Пресвятой Девы Марии с горы Кармель в городе Пунтаренас.

## История
17 апреля 1998 года Римский папа Иоанн Павел II издал буллу "Sacrorum Antistites", которой учредил епархию Пунтаренаса, выделив её из епархий Сан-Исидро де Эль-Хенераля и Тиларана (сегодня — Епархия Тиларана-Либерии).

## Ординарии епархии
- епископ Hugo Barrantes Ureña (17.04.1998 — 13.07.2002) — назначен архиепископом Сан-Хосе де Коста-Рики;
- епископ Óscar Gerardo Fernández Guillén (4.06.2003 — по настоящее время).

## Источник
- Annuario Pontificio, Libreria Editrice Vaticana, Città del Vaticano, 2003, ISBN 88-209-7422-3
- Булла Sacrorum Antistites  (лат.)